# Tragédie (Debussy)
Pour les articles homonymes, voir Tragédie (homonymie).
Tragédie est une mélodie de Claude Debussy composée en 1881.

## Composition
Debussy compose Tragédie au début de l'année 1881. Le poème est de Léon Valade d'après Henri Heine. Le manuscrit porte comme incipit « Les petites fleurs n'ont pu vivre ». La dédicace a été faite à Marie Vasnier, mais elle a été biffée tout en restant lisible. On peut ainsi lire : « À Madame Vanier, la seule muse qui m'ait jamais inspiré quelque chose ressemblant à un sentiment musical (je ne parle que de cela) ».
Pour le musicologue Denis Herlin, « l'ironie du texte de Valade se reflète dans l'écriture musicale de Debussy, qui n'est pas sans rappeler certaines pages d'Emmanuel Chabrier ».
Dans le catalogue des œuvres du compositeur établi par le musicologue François Lesure, Rondel chinois porte le numéro L 11 (17).

## Discographie
- Claude Debussy : intégrale des mélodies, 4 CD, Liliana Faraon et Magali Léger (sopranos), Marie-Ange Todorovitch (mezzo-soprano), Gilles Ragon (ténor), François Le Roux (baryton), Jean-Louis Haguenauer (piano), Ligia Digital, 2014[3],[4].
- Debussy Songs vol. 4, Lucy Crowe (en) (soprano), Malcolm Martineau (piano), Hyperion Records CDA68075, 2018.
- Claude Debussy : The complete works, CD 19, Gilles Ragon (ténor), Jean-Louis Haguenauer (piano), Warner Classics, 2018[5].